# DirecTV Stream
DirecTV Stream (chamado anteriormente como DirecTV Now e posteriormente como AT&T TV Now) é um serviço de transmissão de televisão por assinatura da DirecTV, que permite que os assinantes nos Estados Unidos transmitam a programação de canais a cabo sem o compromisso de longo prazo. O serviço foi lançado em 30 de novembro de 2016. Em julho de 2018, o serviço teve 1,8 milhão de assinantes. Os dados usados pelo serviço são classificados como zero para os clientes da AT&T Wireless na rede da AT&T, bem como para os clientes da T-Mobile nos EUA que têm o recurso "Binge On" da operadora ativado.
Em 13 de julho de 2017, foi relatado que a AT&T lançaria um serviço de streaming de DVR baseado em nuvem como parte de seu esforço para criar uma plataforma unificada para o serviço de streaming da DirecTV e DirecTV Now, com U-verse a ser adicionado em breve.

## Programação
O serviço oferece canais lineares dos principais conglomerados de mídia como A&E, AMC, CBS, Discovery, Disney, Fox, MLB, NBCUniversal, Viacom, Turner, e Univision. O serviço também permite que os usuários adicionem HBO, Showtime, Starz e Cinemax por uma taxa adicional, com acesso a HBO Go, Showtime on Demand, Starz on Demand e Max GO, respectivamente.

## Dispositivos suportados

### TV
- Amazon Fire TV
- Apple TV (4ª geração ou mais recente)
- Chromecast
- Roku

### Aparelhos móveis
- Android
- Chromecast (iOS e Android)
- iOS mobile devices

### Navegadores
- Google Chrome 50+
- Safari 8+